# Лозоренко, Борис Иванович
Бори́с Ива́нович Лозоре́нко (1919—1969) — полковник Советской Армии, участник Великой Отечественной войны, Герой Советского Союза (1946).

## Биография
Родился 6 февраля 1919 года в Омске.
После окончания неполной средней школы и школы фабрично-заводского ученичества работал диспетчером на заводе.
В 1939 году призван на службу в Рабоче-крестьянскую Красную Армию. В 1940 году окончил Пермскую военную авиационную школу пилотов. С июня 1941 года — на фронтах Великой Отечественной войны.
К сентябрю 1944 года капитан Борис Лозоренко командовал эскадрильей 568-го штурмового авиаполка 231-й штурмовой авиадивизии 2-го штурмового авиакорпуса 5-й воздушной армии 2-го Украинского фронта. К тому времени он совершил 81 боевой вылет на штурмовку скоплений боевой техники и живой силы противника, его важных оборонительных объектов, нанеся ему большие потери.
Указом Президиума Верховного Совета СССР от 15 мая 1946 года за «мужество и героизм, проявленные при нанесении штурмовых ударов по врагу» капитан Борис Лозоренко был удостоен высокого звания Героя Советского Союза с вручением ордена Ленина и медали «Золотая Звезда».
После окончания войны продолжил службу в Советской Армии. В 1950 году окончил Высшие офицерские лётно-тактические курсы. В 1960 году в звании полковника Лозоренко был уволен в запас.
Проживал и работал в Алма-Ате. Умер 15 июня 1969 года, похоронен на Центральном кладбище Алматы.
Был также награждён тремя орденами Красного Знамени, орденами Александра Невского, Отечественной войны 1-й степени, двумя орденами Красной Звезды, рядом медалей.
В честь Лозоренко названа улица в Омске.